# Гордієнко Юрій Миколайович
Горді́єнко Ю́рій Микола́йович (нар. 30 квітня 1973, Сухумі, Грузія) — український громадський діяч, волонтер, президент Міжнародної академії захисту прав людини, громадський дипломат місії ОБСЄ в Україні. Активний учасник евакуаційних, гуманітарних і благодійних ініціатив в умовах війни. Нагороджений державними і громадськими відзнаками за вагомий внесок у допомогу постраждалим.

## Біографія
Народився у місті Сухумі, Грузія. Батько — українець з Києва, мати — грузинка. У 1992 році, через бойові дії в Абхазії, переїхав до України. З 1994 року мешкає у місті Харків.

## Освіта
- Закінчив Київський державний економічний університет.
- Навчався в Інституті соціально‑політичних ініціатив.
- Отримав освіту в Харківському інституті банківської справи [2].

## Громадська діяльність
- Президент Міжнародної академії захисту прав людини
- Громадський дипломат ОБСЄ в Україні
- Комісар Ради Європи з прав людини
- Амбасадор Благодійного фонду Наталії Валевської
- Посол проєкту «Амбасадор Дитинства»

## Волонтерство та евакуація
Після повномасштабного вторгнення Росії в Україну:
- Організував евакуацію понад 18 000 осіб з небезпечних регіонів (Харківська, Сумська, Донецька, Луганська, Херсонська тощо)[3][4]
- Евакуював понад 2 400 дітей, зокрема з інвалідністю, до Чернівців[5]
- Організовував концерти та благодійні аукціони в Україні та Європі на суму понад 80 мільйонів гривень
- У 2022 р. під час масованих обстрілів Харкова організував безкоштовне гаряче харчування для понад 3 000 осіб щодня
- Під час катастрофи на Каховській ГЕС  врятовано близько 920 дітей, в тому числі вихованців дитячих будинків сімейного типу[6].
- У 2024 році Юрій організував евакуацію 740 дітей із дитячих будинків сімейного типу разом із їхніми вихователями до Туреччини[7]

## Благодійні ініціативи
- Підтримка сиротинців, інтернатів, дітей з інвалідністю
- Організація свят, шкільних підготовок, благодійних концертів
- Співпраця з ООН, Мальтійським орденом, фондом Валевської[8].

## Гуманітарна допомога
- Забезпечив допомогу на понад 43 млн грн (медикаменти, фільтри, харчування)[9]
- Щодня надавав гаряче харчування понад 3 000 осіб у Харкові (метро, укриття)
- Забезпечив сотні автомобілів для військових і служб[10]
- У 2024 році продовжив доставляти допомогу після операції[11].

## Особисті випробування
- 1992 — змушений емігрувати через війну в Грузії
- 2011 — пережив інфаркт, після чого почав волонтерську діяльність
- 2022 — під час обстрілу Північної Салтівки знову переніс інфаркт, але продовжив евакуацію дітей і родин[12][13].

## Нагороди та відзнаки
- Відзнака Президента України «За оборону України»[14]
- Лауреат премії «Лицар Вітчизни»
- Почесне звання «Меценат року» (2013)[15]
- Знак народної пошани «Золота зірка “Героя Українського народу”»[16]
- Вісім разів увійшов до Книги рекордів України, як організатор та генеральний партнер дитячих заходів
- Відзнака "За вагомий внесок в евакуацію дітей України"[17]

## Виступи та ЗМІ
- Інтерв'ю у «ФАКТИ» — fakty.ua
- Відео-репортажі — YouTube[18]
- Публікації — Uacrisis.org, Trends.org.ua, Korrespondent.net

|  | Те, що ми переживаємо, це геноцид, це знищення українського народу. У цій війні з росією загинуло багато мирних жителів. Багато жінок та дітей втратили свої життя. Міста спустошені. |